# بوريس غاردينر
بوريس غاردينر (بالإنجليزية: Boris Gardiner)‏ هو مغني ومنتج أسطوانات وملحن وكاتب أغاني جامايكي، ولد في 13 يناير 1943 في كينغستون في جامايكا.

## وصلات خارجية
- بوريس غاردينر على موقع IMDb (الإنجليزية)
- بوريس غاردينر على موقع ميوزك برينز (الإنجليزية)
- بوريس غاردينر على موقع أول ميوزيك (الإنجليزية)
- بوريس غاردينر على موقع ديسكوغز (الإنجليزية)
- بوريس غاردينر على موقع قاعدة بيانات الفيلم (الإنجليزية)